# Barbara Broccoli
Barbara Dana Broccoli (ur. 18 czerwca 1960 w Los Angeles) – amerykańska producentka filmowa, córka producenta filmów o Jamesie Bondzie Alberta R. Broccoliego. Wyspecjalizowała się w filmie i komunikacji telewizyjnej na Loyola Marymount University, pracując uprzednio w wydziale castingów i produkcji wytwórni EON Productions, odpowiedzialnej za całą „bondowską” serię od 1962. Po śmierci ojca sama zajęła się produkcją kolejnych części cyklu, współpracując z bratem Michaelem G. Wilsonem. Jest żoną Fredericka Zollo, również producenta filmowego. Posiada niezależną wytwórnię zwaną Astoria Productions. Laureatka Nagrody BAFTA (2013) i Tony Award (2012, 2018).

## Praca nad cyklem o Bondzie
Barbara Broccoli rozpoczęła pracę nad serią filmową o brytyjskim agencie w wieku 22 lat, jako asystentka reżysera w filmie Ośmiorniczka, nagrywanym w 1983. Niedługo potem awansowała na stanowisko współproducentki filmu W obliczu śmierci (1987). Aktualnie jest główną producentką – wraz z bratem pracowała nad czterema filmami z Pierce’em Brosnanem w roli głównej, a obecnie nad nowymi produkcjami z Danielem Craigiem.